# Мёльдер, Адольф Эдуардович
А́дольф Эдуа́рдович Мёльдер (эст. Adolf Mölder) (1 августа 1912, д. Пярнику, Тудулиннаская волость, Эстляндская губерния, Российская империя — 4 февраля 1976, Тарту Эстонская ССР) — советский учёный в области ивотноводства, академик ВАСХНИЛ (1972—1976), депутат ВС СССР 7-го созыва (1966—1970).

## Биография
Адольф Мёльдер родился 1 августа 1912 года в деревне Пярнику, в семье крестьянина. Через некоторое время после рождения переехал в Тарту. В 1937 году окончил Янедаскую среднюю сельскохозяйственную школу, в 1945 году — Тартуский государственный университет. С 1944 по 1947 годы занимал должность директора Племенного общества красной эстонской породы крупного рогатого скота. В 1947 году поступил на работу в Институт животноводства и ветеринарии АН Эстонской ССР, где проработал всю оставшуюся жизнь: до 1953 года научным работником, с 1953 по 1956 годы — заведующим сектором разведения, с 1956 до 1976 года — директором, одновременно с этим, с 1966 года — профессором. 
Доктор сельскохозяйственных наук (1965), академик (1972).
Адольф Мёльдер скончался 4 февраля 1976 года в Тарту.
В 1976—1994 годах эстонский Институт животноводства и ветеринарии носил имя Адольфа Мёльдера (в 1994 году объединён с Институтом животноводства Эстонского университета естественных наук).

## Научные работы
Основные научные работы посвящены проблемам развития животноводства. Адольф Мёльдер — автор 200 научных работ, в т. ч. 8 монографий, 22 книг и брошюр.
- Занимался совершенствованием красной эстонской породы скота и формированием крупных скотоводческих ферм.
- Организовал показательную молочную ферму Рухинге в совхозе «Тарту».

## Основные научные труды
- 1949 — Eesti punane kari (Красный эстонский скот).
- 1959 — Совершенствование красного эстонского (молочного) скота.
- 1966 — Eesti punase veisetõu aretus  (Разведение эстонской красной породы крупного рогатого скота).
- 1966 — Проверка быков-производителей по потомству.
- 1977 — Скотоводство на социалистической крупной ферме (посмертная публикация).

## Политическая деятельность
С 1966 по 1970 год Адольф Мёльдер являлся депутатом Верховного Совета СССР 7-го созыва.

## Награды, премии и звания
- 1956 — Заслуженный зоотехник Эстонской ССР[2]
- 1958 — малая золотая медаль ВДНХ СССР[2]
- 1959 — Орден Знак Почёта[2]
- 1965 — Премия Советской Эстонии, Орден Ленина[2]
- 1971 — Орден Октябрьской Революции[2]
- 1972 — Премия Советской Эстонии[2]
- 1975 — Государственная премия СССР (посмертно)[2]

## Семья
Сыновья-близнецы Ааво Мёльдер (Aavo Mölder) и Мати Мёльдер (Mati Mölder) (30 марта 1944, посёлок Вазула), учёные в области животноводства, кандидаты сельскохозяйственных наук. 